# Irene Junquera Martín
Irene Junquera Martín (Madrid, 14 de desembre de 1985) és una periodista i presentadora de televisió espanyola. Actualment col·labora al diari Mundo Deportivo.

## Carrera
És llicenciada en Periodisme per la Universitat Complutense. Va començar la seva carrera professional a la redacció d'esports de Punto Radio l'any 2007.
El 15 de setembre de 2008 es va estrenar al programa «Punto Pelota» d'Intereconomía TV, un programa de tertúlia esportiva emès en els seus inicis de dilluns a dijous de 00:00 a 01:30 hores. Junquera formava part de l'equip de col·laboradors del programa de "la veu de l'espectador", llegint les opinions a les xarxes socials.
El 4 de desembre de 2013, el president del Grup Intereconomía Julio Ariza va destituir Josep Pedrerol com a director i presentador del programa i va acomiadar tot l'equip de col·laboradors del programa.
Després de la seva polèmica destitució d'Intereconomía, Josep Pedrerol va aconseguir un acord amb Atresmedia per emetre al canal Nitro un nou programa esportiu amb tots els col·laboradors i el mateix format de «Punto Pelota». El programa «El chiringuito de Jugones» es va estrenar el 6 de gener de al 2014. Junquera va desenvolupar la funció de "la veu de l'espectador" fins al 18 de desembre de 2015, quan Pedrerol la va proposar com a tertuliana, paper que va iniciar el 6 de gener de 2016. La seva substituta com "la veu de l'espectador" va ser Laura Gadea que tot just un any després va ser acomiadada i substituïda per Sandra Díaz. El març de 2017, Junquera es va acomiadar de l'audiència del «Chiringuito» a un programa especial, després de gairebé una dècada lligada a l'equip del programa.
Des d'abril de 2015 i fins al març de 2017, Junquera va col·laborar al programa «Zapeando» de La Sexta, presentat per Frank Blanco. Des del 20 de setembre de 2016 fins a abril de 2017 va presentar, al costat de Frank Blanco, el programa de ràdio «Vamos tarde» a Europa FM. El 7 de gener de 2016 va fitxar per al programa «Las Mañanas KISS» a Kiss FM, presentat també per Frank Blanco
El març de 2017, va fitxar per Mediaset Espanya per copresentar «All you need is love ... o no» juntament amb Risto Mejide a Telecinco. El febrer de 2019 es va estrenar al costat de Nacho García el programa de zàping «Safari, a la caza de la tele» en FDF.

## Trajectòria
- Adivina Quién a Antena 3 (2007): presentadora
- Punto Pelota a Intereconomía TV (2008–2013): copresentadora
- El chiringuito de Jugones a Nitro / La Sexta / Neox / Mega (2014–2017): copresentadora i col·laboradora
- Guasabi a Cuatro (2015): col·laboradora
- Zapeando a La Sexta (2015-2017): col·laboradora
- Las mañanas Kiss a Kiss FM (2016): copresentadora
- Vamos tarde a Europa FM (2016-2017): copresentadora
- Campanades de Cap d'Any a LaSexta (2016-2017): presentadora
- All you need is love... o no a Telecinco (2017): copresentadora
- Supervivientes: El Debate a Telecinco (2017): col·laboradora
- Ninja Warrior a Antena 3 (2017): convidada
- Los lunes al Gol a Gol (2017-actualitat): col·laboradora
- Amigas y conocidas a La 1 (2018): col·laboradora
- Safari: a la caza de la tele a FDF (2019): presentadora amb Nacho García
- Adivina qué hago esta noche a Cuatro (2019): convidada
- Está pasando a Telemadrid (2019-actualitat): col·laboradora
- Gran Hermano VIP a Telecinco (2019): concursant